# Спасо-Преображенский монастырь (Астрахань)

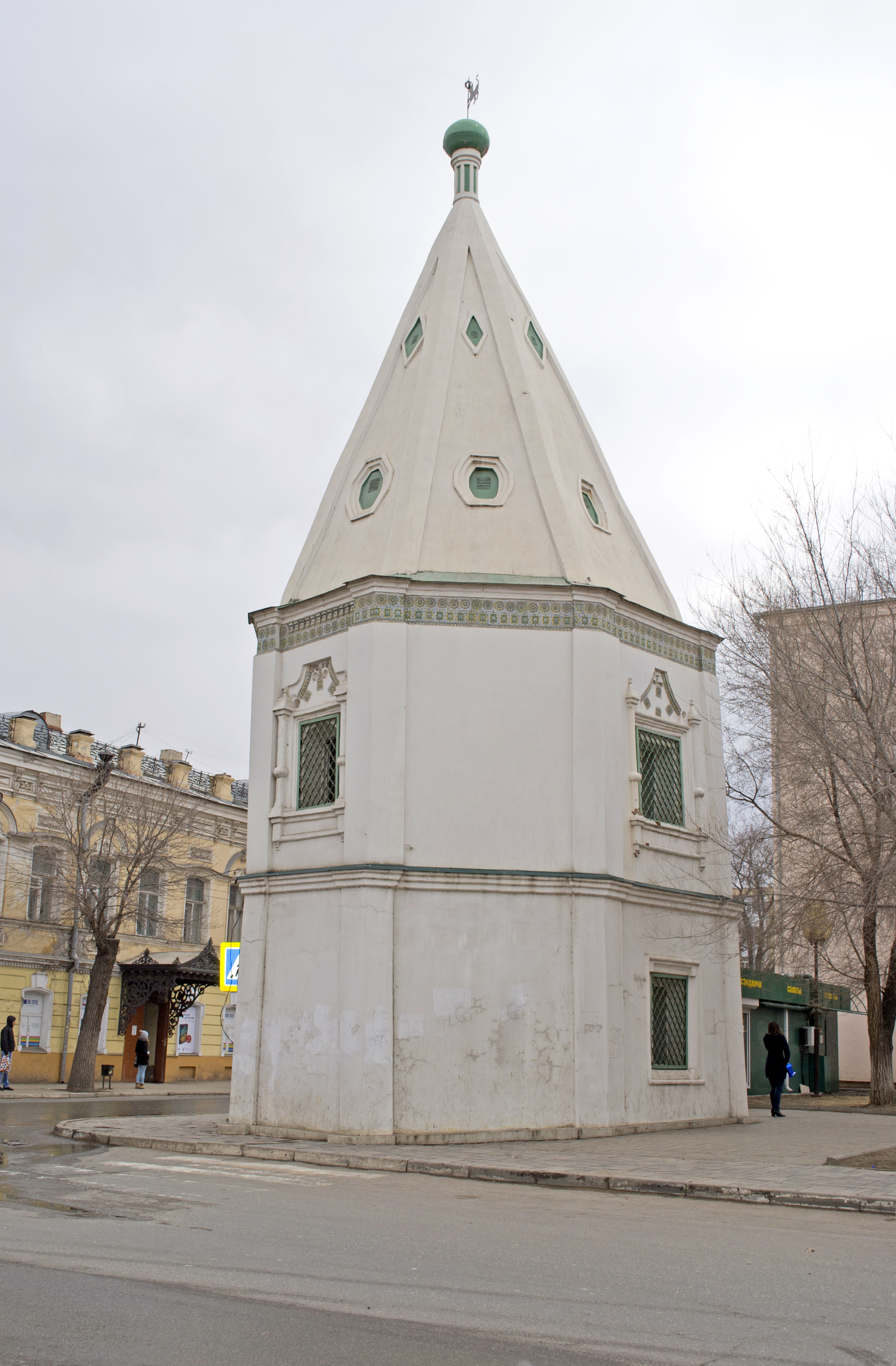
Сохранившаяся башня

Астраха́нский Спасо-Преображе́нский монасты́рь — несохранившийся православный мужской монастырь в городе Астрахани.

## История
Осенью 1569 года соединённая армия турок и крымских татар осадила Астрахань. Превосходство сил противника над малочисленным астраханским гарнизоном было так велико, что осаждённым приходилось надеяться только на помощь Божию. И чудо произошло: неожиданно турецкая армия оставила свой лагерь и поспешно обратилась в бегство. В ознаменование этой славной победы царь Иван Грозный повелел построить в Астрахани монастырь в честь Преображения Господня. Строительство по разным причинам откладывалось, пока за дело не взялся новый игумен Троицкого монастыря Феодосий. Он и выбрал в Астрахани место для Спасо-Преображенского монастыря. Строительство началось с возведения деревянного храма в честь Преображения Господня в 1597 году. Освятили новый храм в 1604 году. Монастырь был построен в северной части Белого города и первоначально назывался «Спасский, что в остроге».
Постепенно монастырь ширился и развивался становится достаточно крупным. Во второй половине XVII века эта обитель была даже ставропигиальной, но к началу XVIII столетия он вновь подчинялся астраханским епископам.
Благосостояние монастыря в Астрахани сильно пошатнула начавшаяся в стране смута. Сначала разграбили монастырскую казну, потом разгромили и сам монастырь — устояла только церковь и часть келий.
В 1709 году Астрахань была практически уничтожена сильным пожаром. Пострадал и Спасо-Преображенский монастырь. Его восстановление и расцвет связаны с именем архимандрита Мефодия (Петрова), ставшего в главе обители в 1731 году. Он сразу же начал сооружать новую каменную ограду в обители с четырьмя каменными башнями по углам.
В первой половине XIX века неудачный ремонт Спасо-Преображенского монастыря в Астрахани стал причиной его аварийного состояния. Средств на капитальный ремонт не нашлось, поэтому Спасо-Преображенский монастырь в 1873 году упразднили.
Основные монастырские постройки отошли Астраханской духовной семинарии. Кое-что переделали под дома престарелых.
После 1918 года помещения семинарии были национализированы. В них расположились командные пехотные курсы. С начала 1920-х годов на территории бывшего монастыря был детский дом №1. В 1930 году монастырские постройки были снесены. До наших дней сохранилась лишь северо-восточная башня монастырской ограды. Это всё, что ныне уцелело от некогда славной обители.